# Discogobio dienbieni
 Discogobio dienbieni és una espècie de peix cipriniforme de la família dels ciprínids que es troba al Vietnam.